# Saint-Julien-du-Serre
Saint-Julien-du-Serre ist eine französische Gemeinde mit 874 Einwohnern (Stand: 1. Januar 2022) im Département Ardèche in der Region Auvergne-Rhône-Alpes; sie gehört zum Arrondissement Largentière und zum Kanton Aubenas-1. Die Einwohner werden Saint-Julserais genannt.

## Geographie
Saint-Julien-du-Serre liegt etwa vier Kilometer nordnordöstlich von Aubenas in den nordöstlichen Ausläufern der Cevennen. Der Luol begrenzt die Gemeinde im Osten, im Westen verläuft der Sandron. Sie ist Teil des Regionalen Naturparks Monts d’Ardèche. Umgeben wird Saint-Julien-du-Serre von Nachbargemeinden Saint-Andéol-de-Vals im Norden, Vesseaux im Osten, Saint-Privat im Süden, Ucel im Südwesten sowie Vals-les-Bains im Westen.

## Bevölkerungsentwicklung
| Jahr      | 1962 | 1968 | 1975 | 1982 | 1990 | 1999 | 2006 | 2018 |
| Einwohner | 268  | 261  | 289  | 442  | 68#  | 711  | 815  | 872  |

Quellen: Cassini und INSEE

## Sehenswürdigkeiten
- Kirche Saint-Julien, seit 1906 Monument historique

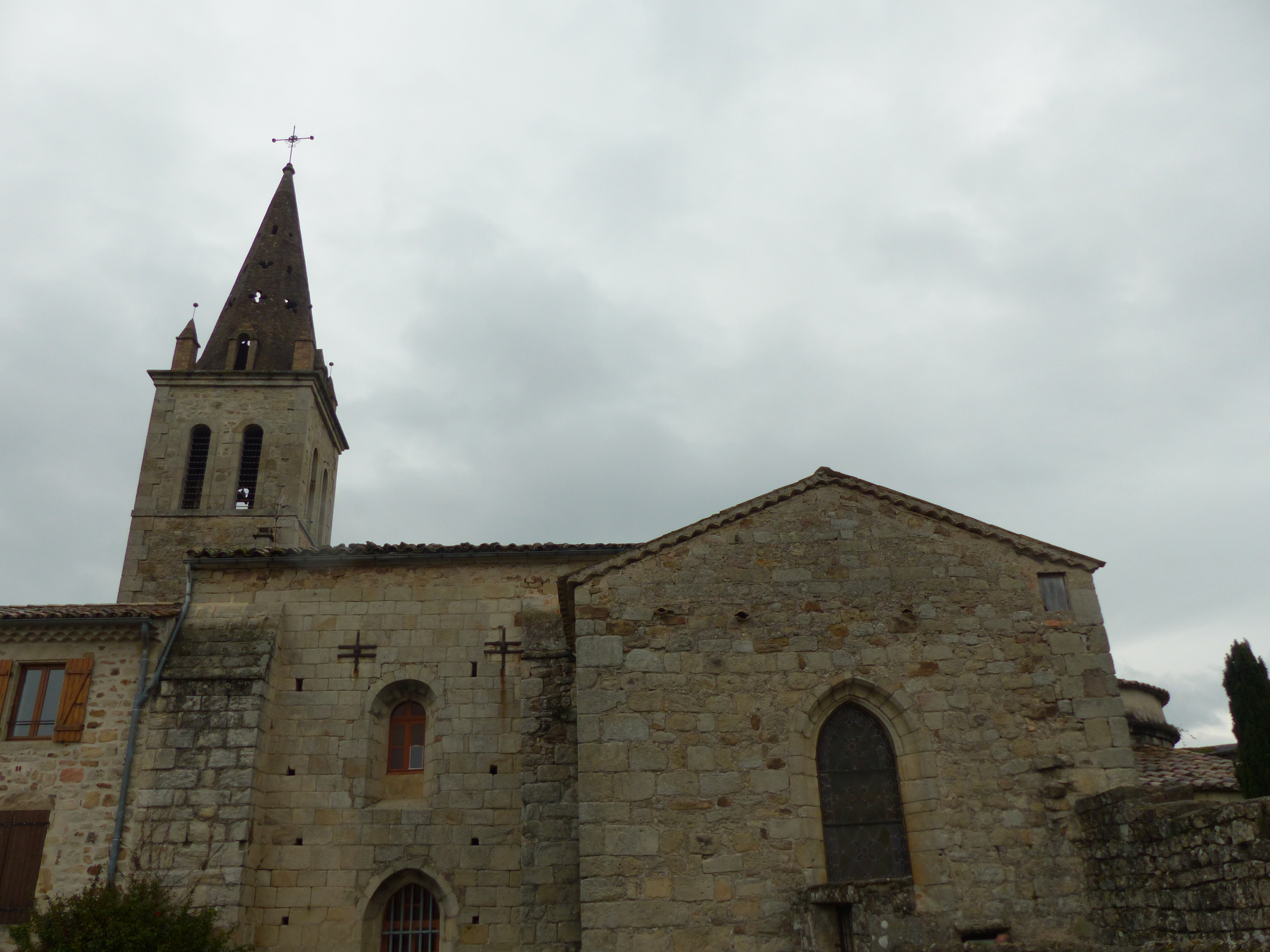
Kirche Saint-Julien